# Gmina Shell Rock (Iowa)

Położenie Gminy Shell Rock w hrabstwie Butler

Gmina Shell Rock (ang. Shell Rock Township) – gmina w USA, w stanie Iowa, w hrabstwie Butler. Według danych z 2000 roku gmina miała 1673 mieszkańców.